# Mon curé chez les Thaïlandaises
Série Mon curé
Mon curé chez les nudistes
(1982)
Pour plus de détails, voir Fiche technique et Distribution.
Mon curé chez les Thaïlandaises est un film français réalisé par Robert Thomas, sorti en 1983.
Comédie ponctuée de nudités, le film fait suite à Mon curé chez les nudistes (le précédent film de Robert Thomas) sans Paul Préboist, qui est remplacé par Maurice Risch. Il est à ce jour le dernier film mettant en scène le personnage de « Mon curé ».
Contrairement à Mon curé chez les nudistes, qui avait fait 1 173 770 entrées au box-office de l'année 1982, le film que certains considèrent comme un nanar a fait très peu d'entrées.
Ce film fait partie de la série des « Mon curé ». Ce personnage prend ses origines dans les romans de Clément Vautel : Mon curé chez les pauvres et Mon curé chez les riches. Il est adapté d’abord au théâtre. Puis au cinéma, les œuvres dans lesquels il apparaît, passent progressivement des simples comédies aux films considérés comme nanars.

## Synopsis
Georgette est la gérante du Lotus Club, un bordel à Bangkok, dont son compagnon est le propriétaire. Ce dernier meurt subitement sans avoir fait de testament. Le seul héritier est son frère, le père Maximin, un curé officiant dans un village du Sud-Ouest de la France. Afin de pouvoir continuer à gérer l'établissement, Georgette et Ping, son amant, décident de convaincre son beau-frère de venir s'installer en Thaïlande, et de lui faire croire que le bordel est en fait une institution catholique. Maximin hésite à faire ce voyage car il produit sur place un élixir miraculeux qui a beaucoup de succès mais Ping parvint à le convaincre qu'en le produisant en Asie, sa production en sera démultipliée.
Dans l'avion, il fait connaissance avec le consul d'Écosse qui part prendre ses fonctions, Suzie, la fille d'un général local, et Louise, une professeure d'expression corporelle. L'avion est détourné et nos quatre protagonistes sont parachutés dans le désert. Ils vont être recueillis par Tête-de-fer, le pirate, qui va décider de vendre Louise, mais qui traite avec égards le consul d'Écosse, dans l'espoir d'obtenir une rançon. Ce dernier parvient à faire évader Maximim, Suzie et d'autres prisonnières.
Avant que Maximim parvienne au Lotus Club, Georgette fait transformer l'espace d'un instant son bordel en salle de prière. Le curé est sur le point de tomber dans le panneau, mais voilà qu'interviennent des rebelles du général Choko qui, confondant le curé avec le consul d'Écosse, procèdent à son enlèvement. Sur place, il retrouvera le vrai consul, ainsi que Louise qui contribuera à les faire évader. À la fin, Georgette se mariera avec Ping, Suzie avec un jeune bonze défroqué, et Choko, le général rebelle, avec Louise. Quant à Maximim, il sera nommé évêque par le pape à condition que ce dernier touche 10 % de la recette de son élixir miracle. L’histoire ne dit pas ce qu'il advint du Lotus Club.

## Fiche technique
- Titre : Mon curé chez les Thaïlandaises
- Réalisation et scénario : Robert Thomas, assisté d'Alain Nauroy
- Musique : Romuald Figuier
- Photographie : Claude Becognée
- Genre : comédie érotique
- Durée : 95 minutes
- Dates de sortie :
  -  France : 13 juin 1983

## Distribution
- Maurice Risch : le curé Maximin, frère de Léon et héritier du Lotus Club
- Jacques Balutin : Hubert Jonathan McCormick, consul d'Écosse à Bangkok
- Marion Game : Georgette, compagne de Léon et tenancière du Lotus Club
- Daniel Prévost : le général Choko, chef des rebelles de l'ethnie Wong-Wong
- Darry Cowl : Tête-de-fer, le pirate marchand d'esclaves
- Katia Tchenko : Louise, professeur d'expression corporelle
- Jacques Legras : Monsieur Ping, l'amant de Georgette
- Béatrice Philippe : Suzie, la fille du général Choko
- Jean-Claude Martin : Léon, frère du curé Maximin, propriétaire du Lotus Club et compagnon de Georgette
- Eric Do : le jeune bonze

## Production

### Choix des interprètes
Jacques Legras et Daniel Prévost interprètent respectivement un Chinois et un Thaïlandais, membre de l'ethnie imaginaire des « Wong-Wong ».

### Tournage
Le film, dont une grande partie de l'action est censée se dérouler en Thaïlande, a été entièrement tourné en France. On peut reconnaître la Mer de sable d'Ermenonville, les tours du quartier d'Italie 13 dans le 13e arrondissement de Paris, ou encore le Château de Blandy-les-Tours.